# Josep Collell
Josep Collell   (Vic, 18 de juliol de 1920 - Montevideo, 21 de juliol de 2011) fou un pintor i ceramista català que va viure a Montevideo des de 1950, ciutat on va desenvolupar la seva trajectòria artística. Fou membre del Taller Torres-García, i el 1955 va crear, juntament amb la seva esposa Carmen Cano, el Taller Collell de ceràmica on ensenyaren al llarg de trenta anys la seva tècnica de l'engalba brunyida.

## Biografia
Josep Collell va néixer a Vic el 1920. La seva passió pel dibuix i la pintura es forjà a l'Escola Municipal de Dibuix de Vic. El 1946 fou membre fundador d'“Els Vuit”, una agrupació de pintors que compartien una mateixa inquietud artística i el desig de restablir ponts amb la pujança de l'art anterior a la guerra civil.
- 1950 Arriba a Montevideo i ingressa en el Taller Torres-García com a alumne del pintor Julio Alpuy.
- 1953 La seva esposa Carmen Cano es reuneix amb ell.
- 1955 Obre a Montevideo, juntament amb Carmen, el Taller Collell (TC) de ceràmica. Col·labora també en la formació del Taller d'Artes Plásticas de Maldonado (1958), imparteix classes al Taller de Artes Plásticas de Rocha (1962-1970) i al Museo Departamental de San José (1966).
- 1961 Viatja amb la seva esposa a Espanya i aprèn la tècnica de l'esmalt sobre coure.
- 1967 Amb els seus alumnes viatja a Bolívia i a Perú.
- 1970 Visita Espanya i Itàlia. Coneix de forma directa la pintura mural italiana. Es retroba amb l'art romànic català i visita el Museu del Prado.
- 1977 Presenta una exposició individual de ceràmica a la Gordon Gallery de Buenos Aires.
- 1981 A petició de l'arquitecte Mario Payssé Reyes, realitza tres panells ceràmics per a l'ambaixada de l'Uruguai a Buenos Aires, fet que li marca el desig de retornar a la pintura sobre tela.
- 1985 Es jubila i tanca el Taller Collell. A partir d'aquest moment es dedica íntegrament a la pintura.[2] Des del 1986 fins al 1991 es continuaran fent classes al Taller sota la direcció de Carmen Cano i Josefina Pezzino.[3]
- 1994 Amb la seva esposa fa el seu darrer viatge a Espanya. Josep exposa pintura a la Galeria Susany de Vic, i el 1996 a la Galeria Montcada de Barcelona.
- 2001 Rep el Premio Morosoli de ceràmica i realitza una exposició de pintura a la Sala Pedro Figari del Ministerio de Relaciones Exteriores a Montevideo.
- 2008 Organitzat pel Colectivo Cerámica Uruguay rep, junt amb els ceramistes Marco López Lomba, Tomás Cacheiro, Eva Díaz i José Gurvich,[4] un homenatge a la seva trajectòria ceràmica.

Mor el 21 de juliol de 2011 i l'11 de desembre del mateix any mor la seva esposa Carmen.

## El Taller Collell i l'engalba brunyida
Quan ingressa al Taller Torres-Garcia (TTG), Josep Collell descobreix l'Universalismo constructivo, nom amb què Joaquín Torres-García havia anomenat el llenguatge artístic que volia crear per a Amèrica Llatina, i que aspirava a fusionar la visió primitiva de l'art precolombí amb l'abstracció geomètrica de les avantguardes europees. Una estètica que buscava projectar-se també a l'art aplicat, des de la ceràmica a l'arquitectura, i que propiciava l'experimentació amb diferents tècniques i materials.
En aquest context, Josep Collell entra en contacte amb la ceràmica. Ja des de mitjans dels anys 40 els pintors del TTG decoraven ceràmiques comercials amb la tècnica de la pintura a l'oli, però no fou fins al 1951, quan Jorge Piria regalà un forn al TTG, que pogueren enfornar peces vidriades. Julio Alpuy, Horacio Torres, Manuel Pailós, Antonio Pezzino, José Gurvich i Julio Otero, entre d' altres alumnes del Taller, aplicaren el llenguatge de la pintura constructiva a la ceràmica.
Collell inicia els primers experiments ceràmics juntament amb Antonio Pezzino, Carlos Martinez, Rodolfo Visca i Gonzalo Fonseca. S'inspiren tècnicament i formalment en la ceràmica precolombina i, per tal de realitzar les pròpies formes ceràmiques, investiguen la preparació del fang i la seva cocció, i aconsegueixen les primeres engalbes brunyides. Josep va persistir en aquests primers assaigs fins a trobar una tècnica pròpia: l'engalba brunyida. Això li va permetre pintar, greixar i brunyir les peces abans de coure-les, de manera que el fang esdevenia un suport pictòric més.
Des de la creació del Taller Collell el 1955, fins que es tancà el 1985, Josep i Carmen varen ensenyar amb una gran dedicació i generositat la tècnica pròpia de l'engalba brunyida i amb ella varen projectar una visió de la ceràmica que va deixar una gran empremta artística i humana en els nombrosos alumnes que assistien al TC. Al llarg d'aquests trenta anys se succeïren nombroses exposicions col·lectives, tant de Josep Collell amb el TTG, com també amb els seus alumnes.
Actualment Casa Collell, el que fou domicili i Taller Collell, s'hi exhibeix l'obra de Josep Collell i la d'altres artistes de l'Escuela del Sur. És també aula i taller de la ceramista Josefina Pezzino que hi ensenya, juntament amb d'altres, la tècnica pròpia del Taller Collell.
Així mateix, el llegat del TC segueix viu en la ceràmica de Lidya Buzio i de Carme Collell, que l'han difós als Estats Units i a Europa.